# 永劫より
『永劫より』（えいごうより、原題：英: Out of the Aeons）は、アメリカ合衆国のホラー小説家ヘイゼル・ヒールドによる、ムー大陸の邪神ガタノトーア（ガタノソア）の恐怖を描いた短編小説。1933年の夏に執筆され、『ウィアード・テイルズ』1935年4月号に掲載された。ハワード・フィリップス・ラヴクラフトが添削しており、クトゥルフ神話（ラヴクラフト神話）の一作として扱われており、後述するようにクトゥルフ神話アンソロジーにも収録されている。
本項では作品自体と、ガタノトーアについても記述する。

## 『永劫より』
アメリカ合衆国ボストンにある博物館の学芸員ジョンスン博士の遺稿という体裁を取っており、ムー大陸ブームが起きていた1930年代を舞台としつつ、ロバート・E・ハワードが創造した『無名祭祀書』を取り入れてムー大陸の様子が描かれている。ムーは独特の暦を用いているが、数字では20万年前、ハイパーボリアと同時代と説明される。本作では、ムーにてイグ、シュブ＝ニグラス、ガタノトーアが崇拝されたと言及される。
また、本作には、『銀の鍵の門を越えて』の登場人物であるド・マリニーとチャンドラプトゥラ師が登場しており、このうち ド・マリニーは『無名祭祀書』の知名度を向上させた人物として扱われている。
ラヴクラフトがロバート・バーロウに宛てた1935年4月20日付の書簡によると、ヒールドからはオチのアイデアを提供されたのみだったといい、ほとんどラヴクラフトが代作した。

### あらすじ
1878年、ニュージーランドからチリに向けて南太平洋を航行中の船が、地殻変動で浮上した島を発見し、上陸した乗組員がミイラと、巻物を納めた金属円筒を回収する。島は再び沈み詳しい調査は不可能になったが、ミイラと円筒はボストンのキャボット（カボット）考古学博物館に収蔵される。キャボット博物館は、世界有数のミイラ展示を誇るようになる。
1931年、ムー文明のオカルトブームを受けた記者が、キャボットのミイラを記事にすれば売れると、誇張たっぷりに記事を書く。博物館は注目を集め、群衆が押し掛けるようになる。神秘家ド・マリニーは、ミイラの由来が古代ムーの神官トヨグと主張する。大衆は熱狂し、翌年にかけて博物館の見学者が激増し、中にはオカルティストや怪しげな外国人もいた。また世界中で異様な宗教団体が摘発される事件が激増する。
1932年9月になると、ミイラを盗み出そうとする者が複数現れ、警備が強化される。さらに不気味にも、展示されたミイラに変質の兆しがみられるようになる。大衆は恐怖のあまりミイラから興味を失い、相対的に不審な見学者が目立つようになる。12月、警備員が殺され、ミイラを盗もうとした侵入者2人も変死体で発見される。一人は恐怖に悶死し、もう一人はミイラと同様に石化しており、さらにはミイラの目が見開いている。
ミイラは変質崩壊して状態が損なわれつつあったことから、関係者はミイラを解剖調査することを決める。切開したところ、万年の歳月を過ぎているはずの遺体は、外部が石化しているだけであり、内臓も脳も脈をうって生きていた。立ち会った全員が、秘密厳守を確約する。それから数か月の間に、ジョンスン博士ら関係者数名が不審死を遂げる。

### 登場キャラクター
現代
- ミイラ：1878年、南太平洋に浮上した島で発見された、神官トヨグと思われるミイラ。巻物を所持していた。
- ジョンスン博士：語り手。博物館の学芸員。まっとうな科学者であり、ブームの影響で『無名祭祀書』（削除版）を読むも、不快と一蹴する。事件後に心臓発作を起こし急死する。
- ウェントワス・ムーア博士：博物館の剥製師。事件後に行方不明になる。
- ウィリアム・マイノット医学博士：侵入者怪死事件の検視に立ち会い、ミイラ解剖を主導する。事件後に刺殺される。
- ステュワート・レイノルズ：記者。別のミイラの取材をする中で、50年前に南太平洋で見つかっていたミイラに興味を抱き、誇張たっぷりに特集記事を書く。
- エティアンヌ＝ローラン・ド・マリニー：ニューオリンズの有名なオカルティスト・学者。円筒の巻物の文字が『無名祭祀書』に載っている古代文字と一致し、ミイラの人物は古代ムーの神官トヨグだと主張する。
- チャンドラプトゥラ師：見学者の一人。脇役。ド・マリニー同様に『銀の鍵の門を越えて』の登場人物。
- フォン・ユンツト：ドイツのオカルティスト。100年近く前に『無名祭祀書』を著した後に怪死。ガタノトーアの秘密教団と交流があったことをほのめかしている。
- 侵入者2名：ビルマ人とフィジー人の邪教徒。展示品とは異なる巻物を所持していた。1人はただ悶死し、もう1人はミイラ同様に石化していた。ミイラの瞳に焼き付いていた邪神の姿を見て絶命する。巻物がダメージを軽減するも、死を回避するには至らなかった。

古代ムー
- 神官イマシュ＝モ：暗黒神ガタノトーアの神官。邪神に生贄を捧げて現世利益を得ていた。トヨグの巻物をすりかえ、破滅させる。
- 神官トヨグ：シュブ＝ニグラスの神官。正義と野心から、対策の巻物を準備して邪神ガタノトーア討伐に赴くも、巻物はすりかえられており、消息を絶つ。
- ガタノトーア：ヤディス＝ゴー山の地下に潜む、暗黒の邪神。荒ぶらぬよう、民と教団は生贄を捧げる。おぞましさに、姿を見た者は石と化す。後述。
- シュブ＝ニグラス：人類に友好的な神々達の太母神。後に息子神達も続く、強大な神。

### 収録
- 国書刊行会『ク・リトル・リトル神話集』野村芳夫訳/1976年
- 青心社『暗黒神話大系 クトゥルー7』大瀧啓裕訳/1989年
- 創元推理文庫『ラヴクラフト全集 別巻下』大瀧啓裕訳（新訳）/2007年
- 星海社FICTIONS『クトゥルーの呼び声』森瀬繚訳/2017年 「永劫より出でて」

### 評価・影響
ラヴクラフトがハワードのアイテムを用いてクラーク・アシュトン・スミス風の作品を書いたと言われる。
```
ラヴクラフト流神話と
スミス
流神話をミックスしたような味わいのある佳品。しかも
ハワード
が創造した魔道書『無名祭祀書』が、『
ネクロノミコン
』や『
エイボンの書
』以上に重要な役どころを担うなど、さながら先行作家による神話アイテム総ざらえの趣もある。ガタノトーアが登場する作品は珍しい。
―
東雅夫
（学研『クトゥルー神話辞典第四版』「永劫より」344ページ）
```

```
ヒールドの神話作品には、“
ゴーゴン
幻想”とでも呼ぶべき、
人が石と化す
ことの恐怖と魅惑が共通して顕われており、それなりに独自の世界を作っている。
―東雅夫（学研『クトゥルー神話辞典第四版』「ヘイゼル・ヒールド」477ページ）
[
注 2
]
```

```
邪神の呪いをテーマに、石化の恐怖を扱ったものだが、古代ムー大陸の英雄伝説とミイラを巡る因縁、謎を明かす『無名祭祀書』、はたまた、現代社会の邪教集団の暗躍と、クトゥルフ神話要素が横溢するファン垂涎の作品だ。現代では邪神扱いの
シュブ＝ニグラス
が、ムー大陸では人々に優しい
大地母神
として登場するほか、前作に続き、ハワードの『無名祭祀書』が登場、『ネクロノミコン』に代わって謎解きの情報源として多用される。さらに、途中、プライスとの合作『
銀の鍵の門を越えて
』に登場する
ランドルフ・カーター
の代理人チャンドラプトゥラ師まで登場するなど、ほかの神話作品との連携が強調される作品であった。
―
朱鷺田祐介
（
新紀元社
『クトゥルフ神話ガイドブック』第16夜 石化幻想（ヘイゼル・ヒールド）超古代へ、145-146ページ）
```

```
謎のミイラとフォン・ユンツトの『黒の書』
[
注 3
]
にまつわる本篇は、「ヒールド作品」のなかでラヴクラフトらしさが最もよく出た力作だといえるだろう。
―大瀧啓裕（創元推理文庫『ラヴクラフト全集別巻下』作品解題「永劫より」387-388ページ）
```

ムー大陸を題材としたクトゥルフ神話作品は複数あるが、最も影響を受けたのはリン・カーターであり、ガタノトーアを核に、クトゥルフの子供たちがムー大陸で崇拝されたというテーマのシリーズ『超時間の恐怖』を執筆した。

## ガタノトーア
ガタノトーア（英:Ghatanothoa、邦訳はガタノソア、ガタノゾーアとも）は、クトゥルフ神話に登場する架空の邪神（旧支配者）であり、本作が初出である。直視した人間は、巻物などによる守護がない限り、脳や内臓は生きたまま皮膚などが石化させられるという責め苦を負わされ、目撃者の眼球に焼き付いた姿を見た人間にも石化が及ぶ。
出身地については複数の説があり、暗黒星ユゴス、ゾス星系、アンドロメダ星雲が挙げられる。
ゾス三兄弟の長兄である。またゾスとは関係が薄い方面である『ロイガーの復活』や『ウルトラマンティガ』などでも強烈な個性が付与されている。
ライバルはシュブ＝ニグラスやイソグサ、旧神など。ムーではガタノトーア教団が権勢をほしいままにしたことで、他の神の信徒からは反感を買った。
『ポナペ経典』はガタノトーア教団によるもの。『無名祭祀書』にあるガタノトーア伝説も、秘密教団から18世紀のドイツ人フォン・ユンツトに伝わったもの。

### 『永劫より』における描写
ジョンスン博士は「巨大で、触腕があり、象のような長い鼻が備わり、蛸の目を持ち、なかば不定形で、可塑性があり、鱗と皺に覆われている」と表現している。
ガタノトーア伝説は『無名祭祀書』に記される。ユゴス星の民が、ガタノトーアを地球に連れて来たという。ユゴス星人が姿を消してからも、邪神ガタノトーアはムー大陸の聖地クナアのヤディス＝ゴー山の要塞地下にいる。
人間の手には負えず、神官団が人身御供を捧げることで荒ぶらぬよう鎮めようとしていた。ガタノトーアの神官たちは、自分達が邪神の恐怖からクナアの民を守っているのだとして、絶大な権力を握るようになる。そんな状況下で推定20万年前、シュブ＝ニグラスの神官トヨグが反旗を翻し、恐怖と圧政からクナアの民を解放するという大義から、対策の巻物を準備して邪神ガタノトーア討伐に赴く。だが既得権益を脅かされることを嫌ったガタノトーアの大神官イマシュ＝モは、ひそかにトヨグの巻物をすりかえ、偽の巻物を携えたまま邪神に挑んだトヨグは破滅する。イマシュ＝モが盗んだ真の巻物は、己らの切り札として伝承されることとなる。
ムー大陸が沈んだ後の消息は不明。だが信仰の名残が、ムーが存在した太平洋地域を中心に世界中で見られる。フォン・ユンツトは、伝説の地下世界クン＝ヤンでもガタノトーア信仰があったとほのめかす。ヨーロッパの妖術にも関係し、キリスト教勢力によって徹底的に破壊されたが、邪教団根絶には至っていない。
1878年にニュージーランドとチリの間の海域に一時的に浮上して沈んだ島の、切頭円錐の形状をした場所はヤディス＝ゴー山だといわれる。そこで発見されたミイラはキャボット考古学博物館に保管されており、先述の神官トヨグの成れの果てとほぼ確実視される。

### 第二世代作家による展開
- フレッド・ペルトンの『サセックス稿本』にてグタンタという別神名がつけられた。
- リン・カーターによって、クトゥルフの息子という設定が付与され、ゾス三神という、三兄弟の長兄に位置付けられる[3]。当設定はブライアン・ラムレイも採用しており、さらに秘密の妹神クティーラがいる[4]。ガタノトーア教団による「ポナペ経典」という文献が存在する。ガタノトーアの異名は「山上の妖物」。

- フランシス・レイニーは暗黒神ガタノトーアを地の精にカテゴリしている。また一方で、クトゥルフの息子ということで水の精になることもあり、ガタノトーアの四大霊での位置づけは混沌としている。
- コリン・ウィルソンの『ロイガーの復活』では、アンドロメダ星雲から飛来した「ロイガー族」[注 5] の首領の名前がカタノトーアとされる。TRPGでは、ロイガー族がガタノトーアに仕えるという設定になっている。

### 関連作品
ラヴクラフト作品
- 『銀の鍵の門を越えて』（執筆1933年/発表1934年）
- 『墳丘の怪』（執筆1930年/発表没後1940年）

ムー大陸関連
- ヘンリー・カットナー『侵入者』（1939年）
- コリン・ウィルソン『ロイガーの復活』（1969年）
- 『クトゥルーの子供たち』（1970年代）

### 日本における展開
- 風見潤『クトゥルー・オペラ』に登場する。ムー大陸の暗黒神。系譜としては、アブホースとウボ＝サスラから生み出された第二世代邪神達の一体であり、外宇宙から飛来したクトゥルフとは別系統。
- 『ウルトラマンティガ』にて、最終話の敵として登場する。ウルトラ怪獣としての肩書はそのまま「邪神 ガタノゾーア」。ルルイエから出現して世界を闇に包み、ティガを石化させて一度は倒す。また無数の小型怪獣ゾイガー達を従えている。諸設定を従来のガタノトーア像に限定されず、クトゥルフや『ロイガーの復活』からも継承している。アナザーストーリーとして、クトゥルフ神話短編『深淵を歩くもの』がある。
- 『這いよれ!ニャル子さん』にて「グタタン」の名前で萌え擬人化される。デザインにウルトラ怪獣のガタノゾーア要素が入っている。